# 엔비디아 아이온

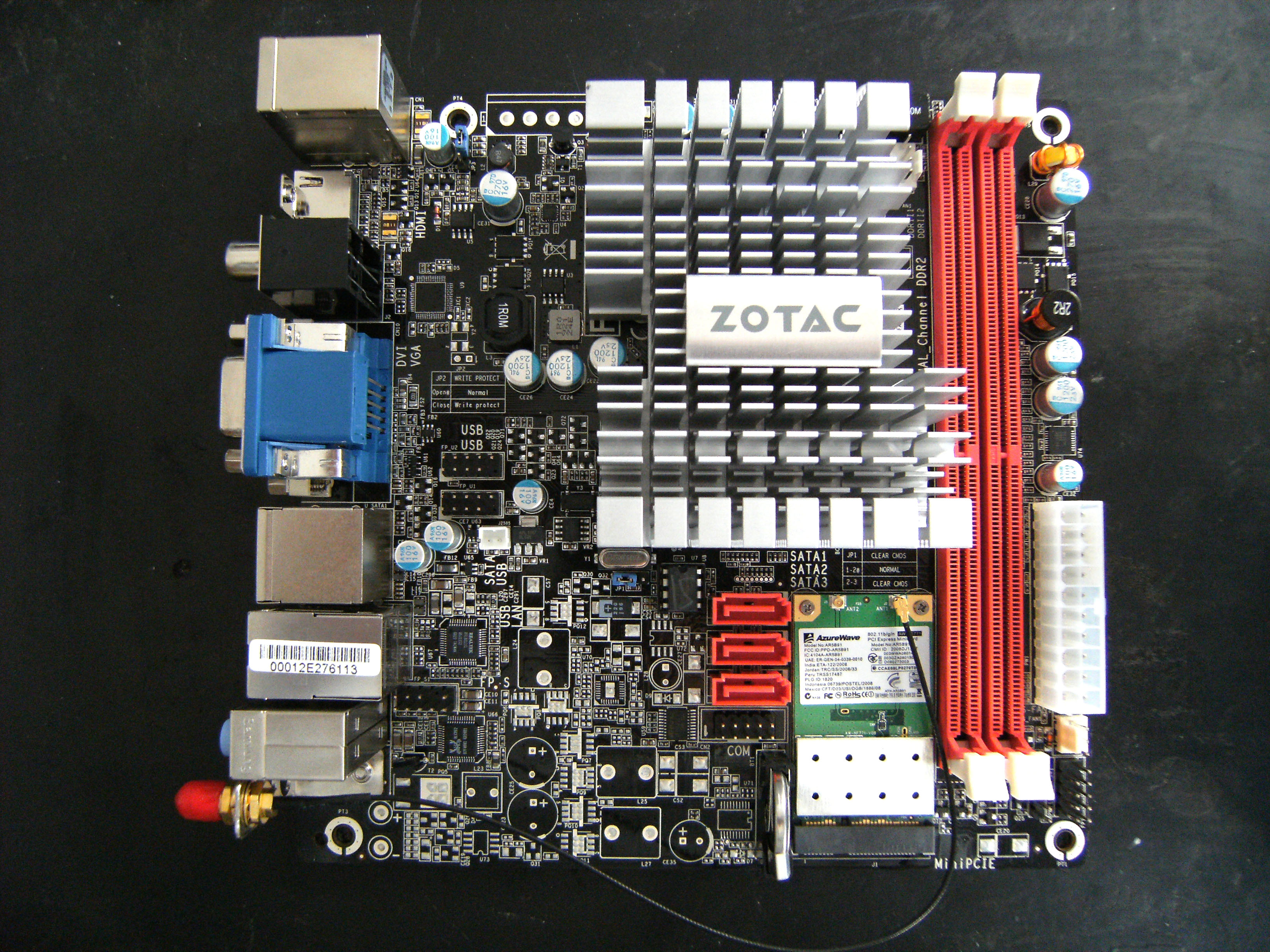
Zotac 아이온 메인보드

엔비디아 아이온(Nvidia Ion)은 저가격 휴대용 컴퓨터의 메인보드용으로 설계한 엔비디아 제품 라인이다. 그래픽 처리 장치와 칩셋을 함께 사용한다. 현재 아이온은 1세대와 2세대 제품이 있다.

## 개요
엔비디아 아이온 제품에는 지포스 9M 시리즈 MCP79MX (지포스 9400M G GPU 내장) 칩셋, DDR3-1066 또는 DDR2-800 SDRAM, 인텔 아톰 프로세서를 포함한다. 원래는 넷북이나 넷톱 장치용으로 설계된 Pico-ITXe 메인보드에 기반을 두었다. 2009년 2월에 마이크로소프트는 윈도우 비스타에 맞추어 아이온 기반 플랫폼을 인증하였다. 소형 아이온 기반 컴퓨터들은 2009년 중순에 출시되었다. 아이온 시스템은 DirectX 10.0, OpenGL 3.3과 호환된다. 그러므로 VDPAU와 3세대 퓨어비디오 HD 기능과 더불어 사실적인 7.1 서라운드 음향의 1080p 고선명 비디오를 재생할 수 있다. 아이온 시스템은 OpenCL과 더불어 쿠다 (엔비디아의 GPGPU 기술)도 사용할 수 있다. ION-LE 기반 시스템은 동일한 기본 하드웨어를 공유하지만 비스타 및 DirectX 10 지원은 배제되어 있다.

## 같이 보기
- 엔비디아 테그라